# Papoeaanse varaan
De Papoeaanse varaan (Varanus salvadorii) is een hagedis uit de familie varanen (Varanidae).

## Naam en indeling
De varaan wordt ook wel aangeduid met papoeavaraan of Aziatische varaan. In andere talen verwijst de naam naar het krokodilachtige uiterlijk, zoals het Engelse 'crocodile monitor' en het Duitse 'baumkrokodil'.
De wetenschappelijke naam van de soort werd voor het eerst voorgesteld door Wilhelm Peters en Giacomo Doria in 1878. Oorspronkelijk werd de naam Monitor salvadorii gebruikt. Later werd de varaan ingedeeld in het ondergeslacht Papusaurus, maar dit is achterhaald. De soortaanduiding salvadorii is een eerbetoon aan de Italiaanse ornitholoog Tommaso Salvadori (1835 - 1923).

## Verspreiding en habitat
De Papoeaanse varaan komt voor op het eiland Nieuw-Guinea, zowel het westelijke deel dat tot Indonesië behoort als het oostelijke deel dat behoort tot Papoea-Nieuw-Guinea. De varaan verblijft bij voorkeur in bomen, en hij wordt dan ook voornamelijk hoog in de bomen van tropische bossen gevonden.
Er wordt jacht gemaakt op de varaan voor zijn huid; deze wordt verwerkt tot leer voor kleding en traditionele objecten zoals het vel voor rituele trommels. Daarnaast wordt ook het vlees gegeten door de inheemse bevolking. Door de internationale natuurbeschermingsorganisatie IUCN is de beschermingsstatus 'veilig' toegewezen (Least Concern of LC).

## Uiterlijke kenmerken

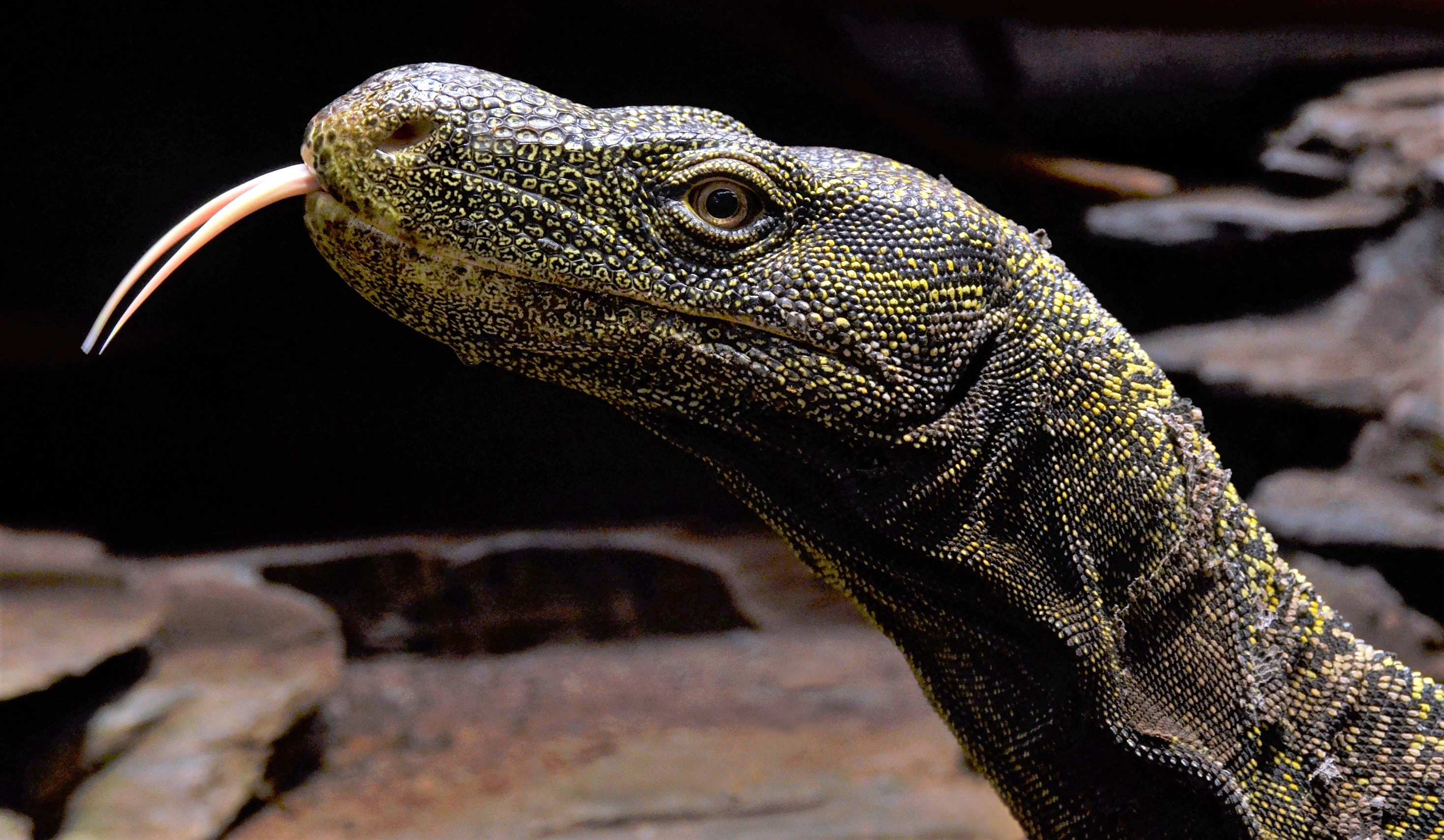
Kopprofiel

De Papoeaanse varaan zou een lengte van bijna 5 meter bereiken, sommige Papoea-stammen zouden zelfs dieren van meer dan zes meter lang hebben gezien. Het langste exemplaar dat wetenschappelijk is beschreven was echter 2,44 meter, en daarmee blijft de soort duidelijk kleiner dan de komodovaraan (3,1 meter). De Papoeaanse varaan blijft bovendien veel slanker dan de komodovaraan. De staart is ongeveer twee keer zo lang als de lichaamslengte.
Het dier heeft een gedeeltelijk dicht overgroeide schedel waarvan de oogkassen en andere delen goed beschermd worden door een verbeend fragment, ook zijn kaak is zeer sterk ontwikkeld. De snuit is sterk afgerond en stomp waaraan de soort makkelijk is te herkennen. Zoals alle varanen heeft ook de Papoeaanse varaan een dunne, gevorkte tong. Hij heeft lange, scherpe tanden die hem in staat stellen om zijn prooi stevig in de bek te houden terwijl hij in een boom klimt, en hij heeft scherpe klauwen. De staart wordt gebruikt als balans maar ook voor de verdediging. De lichaamskleur van de Papoeaanse varaan is zwart, met witte vlekken of stippen.

## Levenswijze
De Papoeaanse varaan staat bovenaan de voedselketen en samen met de komodovaraan en de reuzenvaraan is dit een van de weinige varanen die een mogelijk gevaar kunnen vormen voor mensen in zijn buurt. Op het menu staan voornamelijk vogels, gewervelden als reptielen en knaagdieren en ongewervelden, zoals grotere insecten; maar ook aas wordt gegeten. Er doen verhalen de ronde dat de Papoea-stam Dani de dieren vreest en vereert en zelfs offers brengt aan de Papoeaanse varaan.
De varaan kiest er bij gevaar voor om te vluchten en niet om te vechten. Toch is het geen ongevaarlijk dier: wanneer hij in het nauw wordt gedreven kan hij met zijn staart lelijke verwondingen aanbrengen. Als huisdier wordt de hagedis in veel delen van de wereld gehouden doordat hij vrij eenvoudig te domesticeren is.

## Voortplanting en ontwikkeling
Het is niet makkelijk om mannetjes te onderscheiden van vrouwtjes. Exemplaren waarvan in gevangenschap werd gedacht dat het mannetjes waren, bleken later toch eieren af te zetten. Een legsel bestaat uit maximaal 12 eieren, die het vrouwtje meestal afzet in een nest dat zich een klein eindje boven de grond bevindt. Gedurende de broedtijd is het vrouwtje extreem agressief jegens indringers in haar territorium. Het vrouwtje kan tot drie legsels per jaar produceren. De Papoeaanse varaan kan in gevangenschap twaalf tot twintig jaar oud worden.